# Rolf Jacobsen (bokser)
Rolf Jacobsen (25. januar 1899 i Kristiania – 15. maj 1960 i Oslo) var en norsk bokser. Han var arbejdede hos Jacobsens Dreieverksted.
Han han vandt en guldmedalje i vægtklassen letvægt i NM 1917 og i NM 1918. Han deltog i landskampen mod Danmark i 1919 og deltog under sommer-OL for Norge i 1920 i Antwerpen i vægtklassen mellemvægt. Kort tid efter blev han professionel bokser.